# パーヴォ・ロトヨネン
パーヴォ・ロトヨネン（Paavo Lötjönen、1968年7月29日クオピオ生まれ）はフィンランドのチェロ奏者で、アポカリプティカのメンバー。

## 経歴
1968年、クオピオ生まれ。ロトヨネンは6歳からチェロを習い始め、ほかのメンバー同様シベリウス音楽院を卒業。アポカリプティカのメンバーである。